# Krizba
Krizba (románul Crizbav, németül Krebsbach) falu Romániában (Erdély, Brassó megye). Községközpont, Kutastelep tartozik hozzá.

## Fekvése
Brassótól 25 km-re északnyugatra fekszik.

## Története
1235-ben említik először Cormosbach néven. Krizbát és Barcaföldvárat összekötő út mentén Seres András jelentős neolitkori település nyomaira bukkant. A falu feletti 1104 m magas Vár-hegyen láthatók Rákospatak (Krizba) várának maradványai. A 13. században építtette Nemes Mihály székely főúr. A vár szerepet játszott az 1324 és 1332 közötti szász felkelésben. Utoljára 1477-ben említik, jelentőségét elvesztve pusztul. A helyi hagyomány úgy tartja, hogy a falu eredetileg a Komlós nevű határrészen volt, és onnan a tatárjárás után települtek át a jelenlegi helyre. Előkerült egy díszes 17. századi fazék, melyben állítólag kincs volt, erről már közelebbit nem lehet tudni. A településnek 1910-ben 1897, többségben magyar lakosa volt, jelentős román kisebbséggel. A trianoni békeszerződésig Brassó vármegye Alvidéki járásához tartozott.
Határában a Ceaușescu-korban létesített urándúsító üzem működik. A Nyugati-Kárpátokban bányászott uránércet dolgozzák fel itt, hogy majd ebből a csernavodai atomerőmű fűtőanyaga lehessen.
A 2002-es népszámláláskor 1407 lakosa közül 938 fő (66,67%) román, 405 (28,78%) magyar, 59 (4,19%) cigány és 5 (0,35%) német volt.

## Híres emberek
- Innen származik a falu nevét előtagként is viselő Dezső család, amely a 18-19. században több kiváló lelkészt, írót, közéleti személyiséget adott a magyar művelődéstörténetnek (Krizbai Dezső Alexius, Krizbai Deső János dálnoki lelkész, Krizbai Deső Mihály tiszadobi és nagyajtai lelkész, Krizbai Deső István, Krizbai Deső Elek kolozsvári lelkész, Krizbay Deső Miklós, aki 1848-ban az Erdélyi Híradó munkatársa volt, majd a magyar kormány közvádlónak nevezte ki, az osztrák hatóságok pedig a bukás után 19 évi várfogságra ítélték). A családról kapta nevét a kolozsvári Krizbai utca.
- Itt született 1931-ben Mózes Árpád erdélyi evangélikus lelkész, püspök.
- Itt született és ide van temetve Seres András néprajzkutató.